# 亀屋岩吉
亀屋 岩吉（かめや いわきち、生没年不詳）とは江戸時代の江戸にあった地本問屋である。

## 来歴
幕末に江戸の浅草富坂町久兵衛店において地本問屋を営業している。歌川国芳、歌川芳艶の錦絵を出版している。

## 作品
- 歌川国芳 「長五郎長吉相撲図」 大判3枚続 天保弘化ころ
- 歌川国芳 「田村麿鈴鹿合戦」 大判3枚続  天保14年（1843年）‐弘化3年（1846年） 国立劇場所蔵
- 歌川芳艶 「鏡客水滸伝之内 木隠の霧太郎幻術ヲ以テ姿ヲ隠ス」 大判3枚続 錦絵 文久1年（1861年）
- 作者不詳 「死絵　八代目片岡仁左衛門」 大判 「翁筆」の落款あり 文久2年（1862年） 国立劇場所蔵